# ديفيد أريناس توريس
ديفيد أريناس توريس (بالإسبانية: David Arenas Torres)‏ هو لاعب كرة قدم إسباني، ولد في 16 يونيو 1986 في بيترير في إسبانيا. لعب مع ديبورتيفو ألافيس ونادي ألباسيتي ونادي ألكويانو ونادي أليكانتي ونادي أونتينيينت ونادي بلاتانياس ونادي سبتة.

## وصلات خارجية
- ديفيد أريناس توريس على موقع قاعدة بيانات كرة القدم.إي يو (الإنجليزية)
- ديفيد أريناس توريس على موقع ليكيب (الفرنسية)
- ديفيد أريناس توريس على موقع Soccerway.com (الإنجليزية)
- ديفيد أريناس توريس على موقع AS.com (الإسبانية)